# Ala Nova Firma Catafractaria

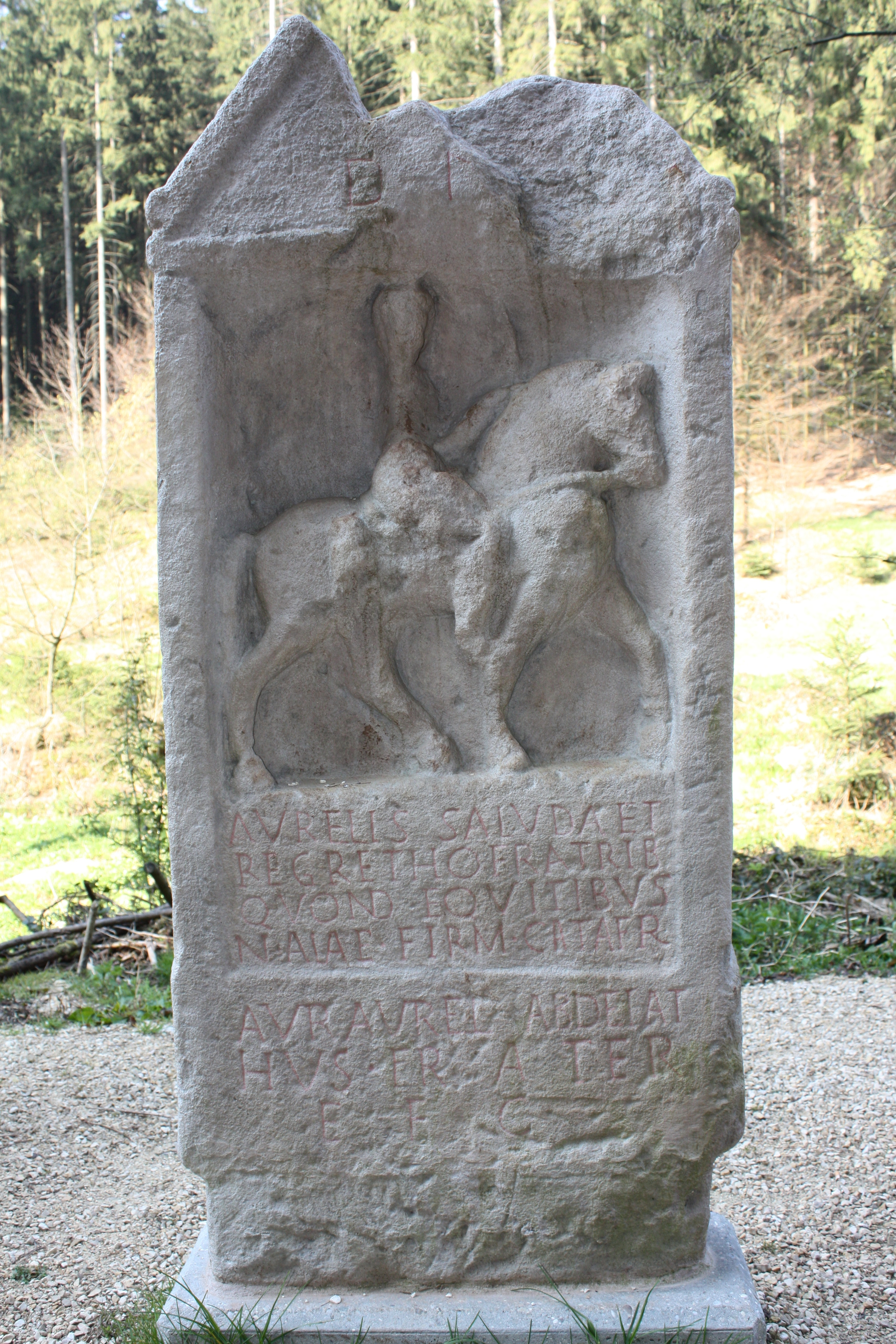
Der Grabstein für Regrethus und Saluda, Bad Cannstatt

Die Ala Nova Firma Catafractaria [Philippiana] [milliaria] (deutsch Ala die Neue die Zuverlässige der Kataphrakten [die Philippianische] [1000 Mann]) war eine römische Auxiliareinheit. Sie ist durch Inschriften belegt.

## Namensbestandteile
- Nova: die Neue.
- Firma: die Starke, Kräftige, Standhafte, Zuverlässige, Treue.
- Catafractaria: der Kataphrakten.
- Philippiana: die Philippianische. Eine Ehrenbezeichnung, die sich auf Philippus Arabs (244–249) bezieht. Der Zusatz kommt in der Inschrift (CIL 3, 99) vor.
- milliaria: 1000 Mann. Der Zusatz kommt in der Inschrift (CIL 3, 99) vor.

Die Einheit war eine Ala milliaria. Die Sollstärke der Ala lag bei 720 Mann, bestehend aus 24 Turmae mit jeweils 30 Reitern.

## Geschichte
Die Ala wurde durch Severus Alexander (222–235) in Mesopotamien aufgestellt und kam mit ihm für einen geplanten Feldzug gegen Germanen an den Rhein. Unter Maximinus Thrax (235–238) kämpfte die Einheit gegen Alamannen und zog vermutlich 238 mit ihm auch nach Italien. Sie wurde danach wohl für den Persienfeldzug von Gordian III. in den Osten verlegt und war unter Philippus Arabs in Arabia Petraea stationiert.

## Standorte
Standorte der Ala in Arabia waren möglicherweise:
- Bostra: Die Inschrift von A. Trebicius Gaudinus wurde hier gefunden.

## Angehörige der Ala
Folgende Angehörige der Ala sind bekannt:

### Kommandeure
- A. Trebicius Gaudinus, ein Präfekt (CIL 3, 99)

### Sonstige
| - Aur(elius) Aurel(ianus) Abdetathus, ein Reiter (AE 1931, 68) - Aurelius Regrethus, ein Reiter (AE 1931, 68) - Aurelius Saluda, ein Reiter (AE 1931, 68) | - Barsemis Abbei, ein Decurio (CIL 3, 10307) - Biribam Absei, ein Decurio (CIL 13, 7323) |